# Anatolij Żelezniakow
Anatolij Grigorjewicz Żelezniakow (ros. Анатолий Григорьевич Железняков, ur. 20 kwietnia?/2 maja 1895 w Fiedoskinie, zm. 26 lipca 1919 w Werchiwcewie) – rosyjski marynarz, dowódca w rosyjskiej wojnie domowej, znany też jako „marynarz Żelezniak” (Матро́с Железня́к, matros Żelezniak), stał się jednym z bohaterów rewolucji w Rosji.

## Życiorys

### Młodość
Anatolij Żelezniakow urodził się 20 kwietnia?/2 maja 1895 w podmoskiewskim Fiedoskinie, obecnie części miasta Dołgoprudnyj. Był trzecim dzieckiem Grigorija Jegorowicza (ur. 1850, zm. 1902) i Marii Iwanowny z domu Jelisjejewej.
Wkrótce po urodzeniu się Anatolija rodzina przeniosła się do Moskwy, gdzie jego ojciec znalazł pracę jako inspektor budowlany. Ojciec niespodziewanie zmarł w 1902 roku na zawał serca, odtąd rodzina żyła w trudnych warunkach finansowych.
Żelezniakow szybko dorósł, samodzielnie zdobywał wiedzę, uczył się języków obcych i poznawał różne teorie polityczne, w tym socjalizm, anarchizm, liberalizm, marksizm. Pod wpływem brata wykształcił poglądy antymonarchiczne, podobnie jak on chciał też zostać marynarzem. W 1911 roku starszy brat znalazł zatrudnienie jako marynarz, a sam Żelezniakow został przyjęty do szkoły sanitariuszy wojskowych. Na trzecim roku w szkole popadł w konflikt z władzami odmawiając świętowania urodzin cesarzowej Marii Fiodorowny. Wydalony w maju 1912 ze szkoły, znalazł zatrudnienie w aptece przy fabryce tekstyliów, lecz został zwolniony za naruszenie zakazu palenia w fabryce. Jednocześnie dwukrotnie starał się o przyjęcie do szkół marynarki wojennej, ale próby były nieudane. Następnie od maja 1914 do kwietnia 1915 pracował jako palacz we flocie cywilnej na statku "Tajfun" na Morzu Czarnym, po czym zatrudnił się jako ślusarz w moskiewskiej fabryce amunicji. Był także aktywny w ruchu związkowym.

### I wojna światowa
Podczas I wojny światowej, w październiku 1915, został wcielony do marynarki wojennej − Floty Bałtyckiej – i wysłany do Kronsztadu. Służył na okręcie szkolnym „Okiean”. Na okręcie popadał w częste konflikty z oficerami, a ostatecznie 12 czerwca 1916 roku dezerterował. Początkowo ukrywał się, a następnie dotarł nad Morze Czarne i zatrudnił się we flocie handlowej jako palacz.
Po rewolucji lutowej i amnestii dla dezerterów, wrócił w marcu 1917 roku do Kronsztadu i służby we Flocie Bałtyckiej. Miał już w tym okresie przekonania anarchistyczne i działał w grupach anarchistów w Piotrogrodzie, biorąc udział w demonstracjach oraz uwolnieniu z więzienia więźniów politycznych 18 czerwca 1917. 19 czerwca 1917 walczył podczas szturmu wojsk rządowych na siedzibę anarchistów: willę ministra Durnowo. Został raniony i aresztowany, po czym skazany na 14 lat katorgi, ale we wrześniu z grupą innych więźniów zbiegł z więzienia. We wrześniu został przez marynarzy Floty Bałtyckiej wybrany jednym z delegatów na zjazd rad. Jednocześnie brał udział w szkoleniu marynarzy w ramach przygotowań do rewolucji październikowej. Po przewrocie znalazł się w grupie marynarzy wysłanych do Moskwy celem umocnienia w niej władzy radzieckiej, następnie powrócił do Piotrogrodu.

### Udział w wojnie domowej
Po wyborach do Konstytuanty Żelezniakow znalazł się wśród żołnierzy wyznaczonych do pełnienia warty w miejscu obrad – Pałacu Taurydzkim – a następnie został mianowany dowódcą tej warty. Po klęsce bolszewików w wyborach Lenin postanowił zakończyć okres demokracji i wprowadzić dyktaturę. 6(19) stycznia 1918 roku Żelezniakow otrzymał od jednego z przełożonych dyspozycję Lenina o przerwaniu obrad Konstytuanty. O godzinie 4.20 w nocy wszedł na salę obrad i obwieścił delegatom, żeby „wszyscy obecni opuścili salę posiedzeń, bo warta się zmęczyła”. Słowa „warta się zmęczyła” (ros. karauł ustał) stały się następnie symboliczne.
Wkrótce potem został wysłany na południe kraju, by umacniać władzę radziecką. Został powołany do dowództwa flotylli dunajskiej i komisji do spraw bessarabskich. W marcu 1918 dowodził natomiast oddziałem marynarzy, który walczył na froncie przeciwko wojskom austro-węgierskim. Po zakończeniu walk na południu kraju powrócił do Piotrogrodu, gdzie powierzono mu dowództwo pułku w 14 Armii Woroszyłowa, która toczyła walki przeciw siłom gen. Piotra Krasnowa.
Późną jesienią 1918 roku został odwołany do Moskwy, gdzie powierzono mu zadanie rozwinięcia konspiracyjnej działalności propagandowej wśród robotników na okupowanych przez Niemcy terenach rosyjskich. Po ciężkiej podróży dotarł do Odessy i rozpoczął poleconą mu działalność. W kwietniu 1919 roku Armia Czerwona zdobyła Odessę. Żelezniakow został wkrótce potem mianowany dowódcą pociągu pancernego nr 2 „im. Chudiakowa”, zbudowanego w Odessie na podstawie typu Chunchuz.  Pociąg wszedł na krótko do akcji w maju 1919, po czym został zmodernizowany. Ponownie wszedł do akcji w czerwcu, oddany pod komendę 14 Armii, walcząc z białymi w okolicach Jekaterynosławia.
Żelezniakow zginął 26 lipca 1919 w Werchiwcewie, gdzie dowodzony przez niego pociąg pancerny próbował przedrzeć się przez stację kolejową. Zmarł od rany odniesionej po postrzale otrzymanym w ostatnich minutach walki, według relacji, gdy strzelał z dwóch rewolwerów wysunięty z wieżyczki dowódcy do kozackich artylerzystów. Ciało zostało przewiezione do Moskwy, gdzie 3 sierpnia 1919 odbył się uroczysty pogrzeb.
Istnieje prawdopodobna wersja, że Żelezniakow został w istocie postrzelony w plecy przez jednego z członków załogi pociągu – bolszewika, jako popularny dowódca anarchistów, którzy mogli konkurować z partią bolszewicką o władzę.

## Upamiętnienie
Jego imieniem nazwano kilka okrętów, a także ulice w Moskwie (bulwar Marynarza Żelezniaka) i Petersburgu (ulica Marynarza Żelezniaka).